# Квеквескири, Ираклий Анатольевич
Ираклий Анатольевич Квеквескири (род. 12 марта 1990, Абхазская АССР, Грузинская ССР) — грузинский и российский футболист, полузащитник.

## Биография
Родился 12 марта 1990 года в Абхазии. Этнический мегрел. Воспитанник футбольной школы московского «Динамо». В 2008 году играл за ЛФК «Динамо-2» в любительском первенстве. В 2009 году выступал за дубль «Кубани», сыграл 26 матчей и забил 1 гол в молодёжном первенстве.
В профессиональном футболе дебютировал в сезоне 2009/10 в составе венгерского клуба «Печ», с этой командой в сезоне 2010/11 вышел из первого дивизиона в высший. В первой половине сезона 2011/12 выступал на правах аренды в клубе первого дивизиона «СЗТК-Эрима» из Сигетсентмиклоша, а весной 2012 года сыграл 6 матчей в высшем дивизионе за «Печ». По его словам, в «Пече» нередко имели место оскорбительные шутки о других национальностях и расах.
Осенью 2012 года выступал в высшей лиге Грузии в составе «Динамо» (Батуми). Дебют состоялся в матче 6 тура против «Торпедо» (Кутаиси).
1 января 2013 года вернулся в «СЗТК-Эрима», в котором провёл три неполных сезона. Клуб выступал в низших лигах Венгрии. За три неполных сезона Квеквескири провёл 53 матча и забил 2 гола
Летом 2015 года перешёл в ереванскую «Мику». Дебют состоялся в матче 1-го тура чемпионата против «Бананца» (1:1). Сыграл 13 матчей и забил 1 гол в высшей лиге Армении.
31 января 2016 года перешёл в грузинскую «Гурию» (Ланчхути).
1 июля 2016 года перешёл в ереванский «Алашкерт». Дебют состоялся в ответной встрече квалификационного раунда Лиги чемпионов против «Динамо» (Тбилиси). За сезон 2016/17 провёл 28 матчей (25 в чемпионате, 2 в кубке и 1 в Лиге чемпионов).
В июне 2017 года перешёл в московский «Арарат», с которым стал победителем группы «Центр» Первенства ПФЛ.
С июня 2018 года стал игроком «СКА-Хабаровска». После четырёх сезонов в хабаровском клубе, где был капитаном команды, перешёл в «Факел». 26 мая 2025 года покинул клуб. 
5 июля 2025 года заключил контракт с «Оренбургом».